# Gare de Saint-Germain-du-Puy
La gare de Saint-Germain-du-Puy est une gare ferroviaire française de la ligne de Vierzon à Saincaize, située sur le territoire de la commune de Saint-Germain-du-Puy, dans le département du Cher, en région Centre-Val de Loire.
C'est une gare de la Société nationale des chemins de fer français (SNCF) desservie par les trains du réseau TER Centre-Val de Loire.

## Situation ferroviaire
Établie à 139 m d'altitude, la gare de Saint-Germain-du-Puy est située au point kilométrique (PK) 239,699 de la ligne de Vierzon à Saincaize entre les gares de Bourges et Avord.
La gare se situe également à l'origine de l'ancienne ligne de Saint-Germain-du-Puy à Cosne-Cours-sur-Loire.

## Historique
La gare est ouverte le 15 novembre 1847 par la Compagnie du Centre. C'est en 1849 que la portion Bourges-Nérondes, sur laquelle était située cette gare, est ouverte. En 1852, le président Louis-Napoléon Bonaparte inaugure la ligne Bourges-Nevers et fait une visite à Saint-Germain-du-Puy.
En 1893 est construite une ligne stratégique reliant Bourges à Cosne-sur-Loire, dont l'embranchement s'effectue à Saint-Germain. Le trafic des voyageurs perdure jusqu'en 1966, mais la ligne en elle-même n'est déclassée qu'en 2000.
L'électrification de la portion Bourges-Saincaize de la ligne de Vierzon à Saincaize a débuté le 31 mai 2010 et a été achevée début 2012.

## La gare
Saint-Germain-du-Puy est un arrêt situé juste après Bourges, desservi par les trains reliant la préfecture du Cher à Nevers, mais aussi, depuis le 11 décembre 2011 par des trains reliant Nevers à Orléans. Le bâtiment voyageurs, désaffecté, a été transformé en café. Il y a quatre voies, deux voies de circulation, et deux anciennes voies de service auparavant utilisées par les trains de Fret desservant les silos de Bombereault Gaumet situés sur l'ancienne Ligne Bourges - Cosne. 

## Fréquentation
De 2015 à 2023, selon les estimations de la SNCF, la fréquentation annuelle de la gare s'élève aux nombres indiqués dans le tableau ci-dessous.
| Année     | 2015  | 2016  | 2017  | 2018  | 2019  | 2020  | 2021  | 2022  | 2023  |
| --------- | ----- | ----- | ----- | ----- | ----- | ----- | ----- | ----- | ----- |
| Voyageurs | 9 138 | 8 079 | 7 902 | 6 800 | 6 063 | 2 890 | 4 056 | 7 210 | 8 305 |